# Hyposoter culminator
Hyposoter culminator là một loài tò vò trong họ Ichneumonidae.